# Zielęcin (powiat sieradzki)
Zielęcin – wieś w Polsce, położona w województwie łódzkim, w powiecie sieradzkim, w gminie Warta.
W latach 1975–1998 miejscowość należała administracyjnie do województwa sieradzkiego.
Wieś podzielona jest na dwie części – tzw. Zielęcin Mały i Zielęcin Duży. Przylega do lasu mieszanego z przewagą drzew iglastych, posiada własny młyn, w pobliżu znajdują się 2 żwirownie. Gleby w obrębie miejscowości mają niską jakość.